# Craterocapsa insizwae
Craterocapsa insizwae är en klockväxtart som först beskrevs av Alexander Zahlbruckner, och fick sitt nu gällande namn av Olive Mary Hilliard och Brian Laurence Burtt. Craterocapsa insizwae ingår i släktet Craterocapsa, och familjen klockväxter. Inga underarter finns listade i Catalogue of Life.